# CoinsBee
CoinsBee es una empresa tecnológica alemana con sede en Stuttgart, Alemania. Opera la mayor plataforma de tarjetas de regalo con criptomonedas del mundo. A partir de 2025, su plataforma ofrece productos de unas 5,000 marcas en más de 195 países.

## Historia
Coinsbee fue fundada en enero de 2019 en Stuttgart por Tobias S. y Marius H. La empresa operaba inicialmente bajo el nombre de TSMH GmbH antes de cambiar su nombre a Coinsbee GmbH.
En septiembre de 2019, se lanzó la plataforma en línea de la empresa, coinsbee.com. Durante 2020, Coinsbee amplió su oferta y soporte de idiomas para incluir ruso, español, francés y chino, además del alemán e inglés. En 2020 y 2021, la gama de productos se amplió mediante nuevas integraciones y colaboraciones: en 2021, Coinsbee se asoció con intercambios de criptomonedas como Binance y Remitano. También en 2021, la empresa registró su marca a nivel internacional.
A principios de 2022, la empresa completó su primera ronda de financiación, con el apoyo de Uplift1 en forma de capital de deuda. El monto de la inversión no fue revelado.
Para 2025, Coinsbee había añadido más de 1,000 nuevas opciones de tarjetas de regalo, especialmente en mercados como Nigeria, Argentina, Australia, Suecia y Dinamarca. Durante el mismo período, se formaron nuevas asociaciones con Bybit y KuCoin.
El 27 de febrero de 2025, Coinsbee donó el 2 % de los ingresos generados a través de DOGS coins a la organización DOGS, en apoyo a los animales afectados por los incendios forestales en California.

## Operaciones
Coinsbee permite a los usuarios comprar productos digitales utilizando criptomonedas. A partir de enero de 2025, la plataforma ofrece más de 59,000 productos de unas 5,000 marcas, incluidas Amazon, Netflix, Spotify, Google Play, Apple, Steam y Razer. También se admiten recargas móviles para 500 proveedores en 148 países.
El servicio está disponible en más de 195 países y ha atendido a más de 500,000 clientes. Coinsbee tiene su sede en Stuttgart, Alemania. El equipo de la empresa opera desde varios países, incluidos Alemania, Turquía, Polonia y Ucrania.
Tobias S. ha sido Director General desde la fundación de la empresa en 2019. El cofundador Marius H. se incorporó como Director General en enero de 2023. A partir de 2025, Coinsbee tiene una calificación de 4.5 de 5 estrellas en Trustpilot, según las opiniones de los usuarios.